# Lodoicea maldivica
Cocosul de mare (Lodoicea maldivica) este un palmier din familia Arecaceae, originar din Seychelles și Maldive, care produce cele mai mari semințe din lume ce pot ajunge la 20 kg.

## Descriere

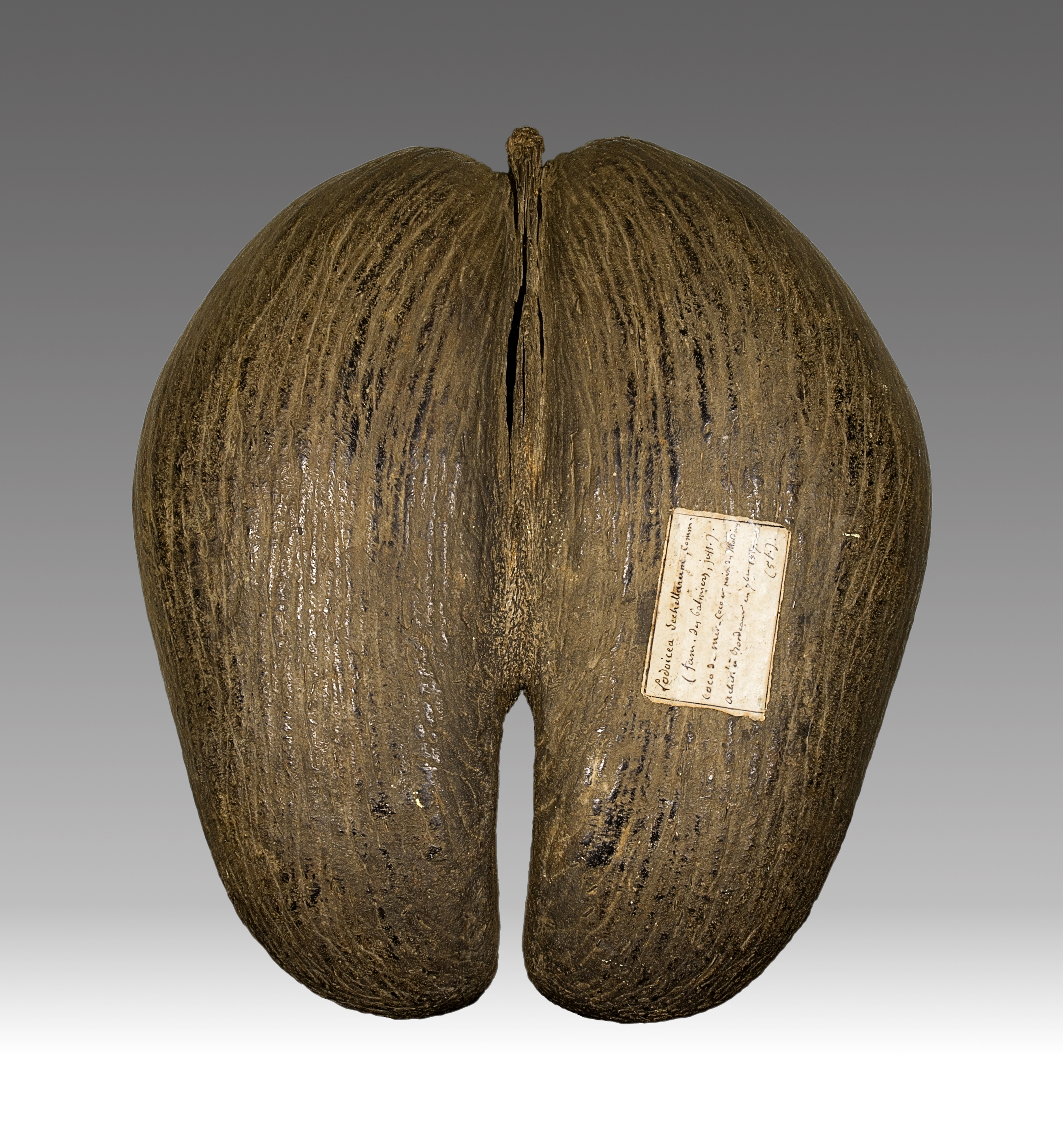
Cocos de mare: Muzeul de Istorie Naturală din Toulouse

Trunchiul poate să ajungă la înălțimea de 30 m. Frunzele sunt de mari dimensiuni.
Florile masculine sunt cilindrice și fără ramificație și au o formă falică. Cele feminine sunt ramificate și acoperite de solzi.
Fructul este un cocos sau nucă de culoare verde, care poate atinge și 25 kg, fiind fructul cel mai mare din lume. Sub coaja fibroasă se găsesc trei semințe care pot cântări până la 20 kg (sămânța cea mai mare din lume). Exportul ei este controlat, fiind o specie vulnerabilă.

## Habitat
Specie este originară din arhipelagul Seychelles, de climă ecuatorială. Există în stadiu sălbatic în insulele Praslin și Curieuse.
Cultivarea în afara habitatului este destul de rară datorită lentitudinii de germinație și legilor care controlează exportul de semințe.

## Curiozități
Apare pe monezile din Seychelles de cinci rupii. Simbolismul sexual al acestui arbore a făcut ca semințele să fie folosite ca afrodiziac deși semințele nu au proprietăți farmacologice cunoscute.